# Lufthansa Industry Solutions
Die Lufthansa Industry Solutions GmbH & Co. KG, kurz LHIND, ist ein IT-Dienstleistungsunternehmen mit Sitz in Norderstedt. Die hundertprozentige Tochtergesellschaft der Lufthansa Technik AG ging zum 1. April 2015 als eine von drei eigenständigen Gesellschaften aus der ehemaligen Lufthansa Systems AG hervor und beschäftigt über 2.500 Mitarbeiter. Bis Januar 2023 war die Lufthansa Industry Solutions eine Konzerntochtergesellschaft der Lufthansa Group. Die Kundenbasis umfasst sowohl Gesellschaften innerhalb des Lufthansa Konzerns als auch mehr als 300 Unternehmen in unterschiedlichen Branchen.

## Geschichte
Durch das wachsende Bedürfnis nach IT-Dienstleistungen innerhalb des Lufthansa Konzerns und weiteren Vertragspartnern, wurde der Bereich der Industry Solutions innerhalb der damaligen Lufthansa Systems aufgebaut, damit sollte der Bereich der Betreuung von Geschäftskunden von IT- und Systemangeboten der Lufthansa Systems abgewickelt werden.
Im Zuge der Umstrukturierung innerhalb des Lufthansa-Konzerns wurde die Lufthansa Industry Solutions GmbH & Co. KG zum 1. April 2015 als eine von drei eigenständigen Gesellschaften aus der ehemaligen Lufthansa Systems AG neugegründet.

## Geschäftsfelder
Als Dienstleister und Systemintegrator von Software zur Abwicklung von Geschäftsprozessen, betreut das Unternehmen neben Fluggesellschaften aus dem Bereich der Passagier- und Cargobeförderung auch Unternehmen aus den Bereichen  Industrie, Transport und Logistik, Energie, Medien und Verlage, Touristik und Gesundheitswesen.
Die Systembetreuung bietet nach eigenen Angaben für Fluggesellschaften die Prozessabwicklung von der  Flugdurchführung bis hin zu Flugzeugwartung und -instandhaltung.
Im Bereich Logistik arbeitet die Lufthansa Tochter unter anderem mit dem Hamburger Hafen an einer Software für Terminalbetreiber, um den täglichen Ablauf zu beschleunigen.

## Standorte
Neben dem Hauptsitz in Norderstedt  unterhält Lufthansa Industry Solutions weitere Standorte in Hamburg, Oldenburg, Köln, Raunheim, Frankfurt am Main, Wetzlar, Wolfsburg und Berlin. Zudem gibt es Niederlassungen in Basel, Bern, Tirana und Miami.